# 梅氏新鱗鮋
梅氏新鱗鮋，為輻鰭魚綱鮋形目鮋亞目真裸皮鮋科的其中一種，為熱帶海水魚，分布於西印度洋紅海海域，棲息深度363-383公尺，棲息在底層水域，生活習性不明。

## 扩展阅读
維基物種上的相關：梅氏新鱗鮋